# Долиновка (Донецкая область)
Долиновка (укр. Долинівка) — село на Украине, находится в Покровском районе Донецкой области.
Код КОАТУУ — 1423381102. Население по переписи 2001 года составляет 11 человек. Почтовый индекс — 85620. Телефонный код — 6278.

## Адрес местного совета
85620, Донецкая область, Маринський р-н, с.Галицыновка, ул.Середы, 1а[обновить данные]